# New Lenox
New Lenox ist eine Gemeinde (mit dem Status „Village“) im Will County im US-amerikanischen Bundesstaates Illinois. Das U.S. Census Bureau hat bei der Volkszählung 2020 eine Einwohnerzahl von 27.214 ermittelt.
New Lenox ist Bestandteil der Metropolregion Chicago.

## Geografie
New Lenox liegt im Nordosten von Illinois, im südwestlichen Vorortbereich von Chicago. Der Ort liegt beiderseits des Hickory Creek, der über den Des Plaines River und den Illinois River zum Stromgebiet des Mississippi gehört.
Die geografischen Koordinaten von New Lenox sind 41°30′43″ nördlicher Breite und 87°57′56″ westlicher Länge. Das Gemeindegebiet erstreckt sich über eine Fläche von 40,61 km². New Lenox liegt überwiegend in der New Lenox Township, erstreckt sich zu kleineren Teilen aber auch in die benachbarte Homer Township und die Manhattan Township.
Benachbarte Orte von New Lenox sind Homer Glen (12,5 km nordnordöstlich), Mokena und Frankfort (an der östlichen Ortsgrenze), Manhattan (an der südlichen Ortsgrenze), Elwood (23 km südwestlich), Ingalls Park (an der westlichen Ortsgrenze), Joliet (11 km westlich) und Lockport (15 km nordwestlich).
Das Stadtzentrum von Chicago befindet sich 67 km nordöstlich, nach Rockford sind es 169 km in nordwestlicher Richtung, Wisconsins Hauptstadt Madison liegt 261 km ebenfalls nordwestlich und nach Milwaukee sind es 190 km in nördlicher Richtung.

## Geschichte
Eine erste Siedlung auf dem Gebiet der heutigen Gemeinde New Lenox entstand in den späten 1820er-Jahren etwa an der Stelle der heutigen Kreuzung U.S. Highway 30/Gougar Road. Diese Siedlung trug den Namen VanHorne Point. Im Jahr 1852 wurde diese Siedlung Teil des neu gegründeten Tracey Township, benannt wurde das Township nach einem Mitarbeiter der Rock Island Railroad. Kurz darauf wurde der Ort von dem Eisenbahnfunktionär John Van Duser in New Lenox umbenannt, der Name ist von dem Namen der Stadt Lenox im Bundesstaat New York, dem Heimatort Van Dusers, abgeleitet.
1853 wurde die erste Kirche in New Lenox errichtet. Diese als Bethel Church bezeichnete Kirche befand sich auf der Stadtgrenze zwischen New Lenox und Frankfort und diente beiden Kirchengemeinden für Gottesdienste. Zehn Jahre später wurde in New Lenox auch eine methodistische Kirche errichtet. 1868 erhielt das Dorf mit der Grace Episcopal Church eine dritte Kirche. In den 1870er-Jahren gab es in New Lenox drei Geschäfte, drei Schmieden, ein Getreidelager und ein Hotel. In den folgenden Jahren wuchs der Ort immer weiter und die Kirchengebäude wurden durch neue, größere Sakralbauten ersetzt. 1898 wurde der New Lenox an das Telefonnetz angeschlossen. Im Jahr 1927 eröffnete an der Maple Street in New Lenox die erste Bank des Ortes.
Am 4. Oktober 1946 wurde New Lenox offiziell als Village inkorporiert. 1954 eröffnete in der Stadt das Lincoln-Way Shopping Center, das erste Einkaufszentrum in New Lenox. Im Jahr 1968 wurde New Lenox an den Interstate 80 angeschlossen, der die Stadt mit Chicago verbindet und die Bahnstrecke wurde modernisiert. Diese Maßnahmen führten in den folgenden Jahren zu einem starken Bevölkerungsanstieg, insbesondere durch den Zuzug junger Familien, da Chicago nun besser zu erreichen war.

## Verkehr
Durch den Norden von New Lenox verläuft in West-Ost-Richtung die Interstate 80, die hier die kürzeste Verbindung von den Quad Cities nach Chicago bildet. Von der I 80 zweigt in nördlicher Richtung die Interstate 355 ab, die äußere südwestliche Umgehungsstraße des Großraums Chicago. Der U.S. Highway 30 verläuft in West-Ost-Richtung durch das Zentrum von New Lenox. Alle weiteren Straßen sind untergeordnete Fahrwege sowie innerstädtische Verbindungsstraßen.
Mit den Linien Southwest Service und Rock Island District kreuzen in New Lenox zwei Linien der METRA, ein mit einer deutschen S-Bahn vergleichbares Nahverkehrssystem des Großraums Chicago. Innerhalb der Stadt existieren mit New Lenox und Laraway Road zwei Haltepunkte der METRA.
Der O’Hare International Airport von Chicago befindet sich 65 km nordnordöstlich von New Lenox.

## Bevölkerung
Nach der Volkszählung im Jahr 2010 lebten in New Lenox 24.394 Menschen in 8000 Haushalten. Die Bevölkerungsdichte betrug 600,7 Einwohner pro Quadratkilometer. In den 8000 Haushalten lebten statistisch je 3,04 Personen.
Ethnisch betrachtet setzte sich die Bevölkerung zusammen aus 96,2 Prozent Weißen, 0,7 Prozent Afroamerikanern, 0,2 Prozent amerikanischen Ureinwohnern, 0,8 Prozent Asiaten sowie 1,0 Prozent aus anderen ethnischen Gruppen; 1,1 Prozent stammten von zwei oder mehr Ethnien ab. Unabhängig von der ethnischen Zugehörigkeit waren 5,7 Prozent der Bevölkerung spanischer oder lateinamerikanischer Abstammung.
30,8 Prozent der Bevölkerung waren unter 18 Jahre alt, 61,0 Prozent waren zwischen 18 und 64 und 8,2 Prozent waren 65 Jahre oder älter. 50,7 Prozent der Bevölkerung waren weiblich.
Das mittlere jährliche Einkommen eines Haushalts lag bei 90.833 USD. Das Pro-Kopf-Einkommen betrug 33.581 USD. 2,3 Prozent der Einwohner lebten unterhalb der Armutsgrenze.

## Sohne und Töchter der Stadt
- Wellington J. Reynolds (1865–1949), Maler und Kunstpädagoge
- Eric Steinbach (* 1980), American-Football-Spieler
- Danijela Jackovich (* 1994), Wasserballspielerin